# Benito Cocchi
Benito Cocchi (Minerbio, 5 november 1934 – Bologna, 5 mei 2016) was een Italiaans bisschop van de Rooms-Katholieke Kerk.

## Biografie
Cocchi werd in 1959 tot priester gewijd. In 1974 werd hij tot hulpbisschop van het aartsbisdom Bologna gewijd door paus Paulus VI, tevens werd hij titelvoerend bisschop van Zaraï. Op 22 mei 1982 werd Cocchi bisschop van het bisdom Parma. In 1996 werd hij aartsbisschop van het aartsbisdom Modena-Nonantola. In 2010 ging hij met emeritaat. 
Cocchi overleed in 2016 op 81-jarige leeftijd.
- International Standard Name Identifier: 0000 0001 0923 2981
- Istituto Centrale per il Catalogo Unico: LO1V174690
- Virtual International Authority File: 89591928